# National Highway 1B
Der National Highway 1B ist ein National Highway, der vollständig in Jammu und Kashmir, Indien verläuft.
Die Straße verbindet Batote mit Khanbal und ist 274 km lang. Andere Orte entlang der Straße sind Doda und Kishtwar.